# Grajdanski (Adiguèsia)
|  | Per a altres significats, vegeu «Grajdanski (Krasnodar)». |

Grajdanski - Гражданский (rus) - és un khútor de la República d'Adiguèsia, a Rússia. Es troba a la vora del riu Guiagà, a 20 km al nord de Tulski i a 10 km al nord de Maikop.
Pertany al municipi de Kràsnaia Ulka.